# Titularbistum Rosella
Das Titularbistum Rosella (lateinisch Rosellanus) ist ein Titularbistum der römisch-katholischen Kirche.
Es geht zurück auf ein aufgehobenes Bistum in den Marken, dessen Sitz sich in der Nähe der antiken Stadt Sentinum befand und das vermutlich seit dem 7. Jahrhundert bestand. Eine erste Erwähnung des Bistums stammt aus einer Vita des heiligen Rinaldo von Nocera Umbra († 1217).
Papst Franziskus stellte den Bischofssitz im Februar 2018 als Titularsitz wieder her. Im März 2021 wurde er erstmals vergeben.
| Titularbischöfe von Rosella |                                                              |                                                                 |                  |                |
| Nr.                         | Name                                                         | Amt                                                             | von              | bis            |
| 1                           | Juan Manuel Cuá Ajacum                                       | Weihbischof in Los Altos Quetzaltenango-Totonicapán (Guatemala) | 27. März 2021    | 15. April 2023 |
| 2                           | Simón Bolívar Sánchez Carrión Titularerzbischof pro hac vice | Apostolischer Nuntius                                           | 15. Oktober 2024 |                |